# 公州駅
公州駅（コンジュえき）は、大韓民国忠清南道公州市にある韓国鉄道公社（KORAIL）湖南高速線の駅である。
公州市と近隣地域である扶余郡には百済時代の観光地が多く分布しているが、長らく鉄道空白地帯となっていた。しかし、湖南高速線の開業により、これらの観光地へのアクセスが大幅に改善された。

## 歴史
- 2015年2月13日 - 湖南高速線使用開始の告示
- 2015年4月2日 - 開業[1]。

## 駅構造
相対式ホーム2面2線と通過線（本線）2線の合計2面4線を有する。ホームは副本線のみにある。

### のりば
| ホーム | 路線       | 行先                                         |
| ------ | ---------- | -------------------------------------------- |
| 1      | 湖南高速線 | 益山・光州松汀・木浦・順天・麗水エキスポ方面 |
| 2      | 湖南高速線 | 五松・龍山・ソウル・幸信方面                 |

## 画像

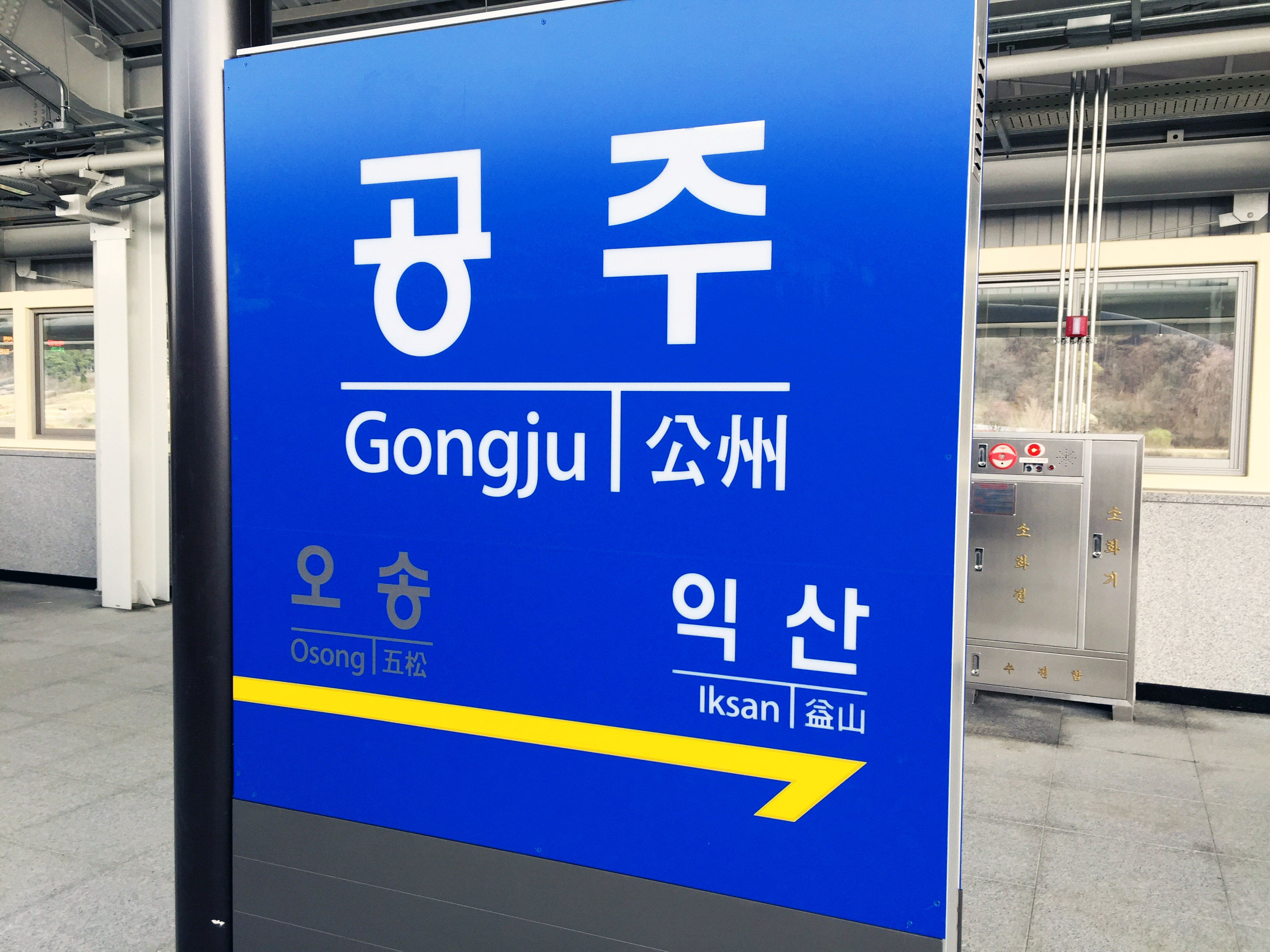
駅名標
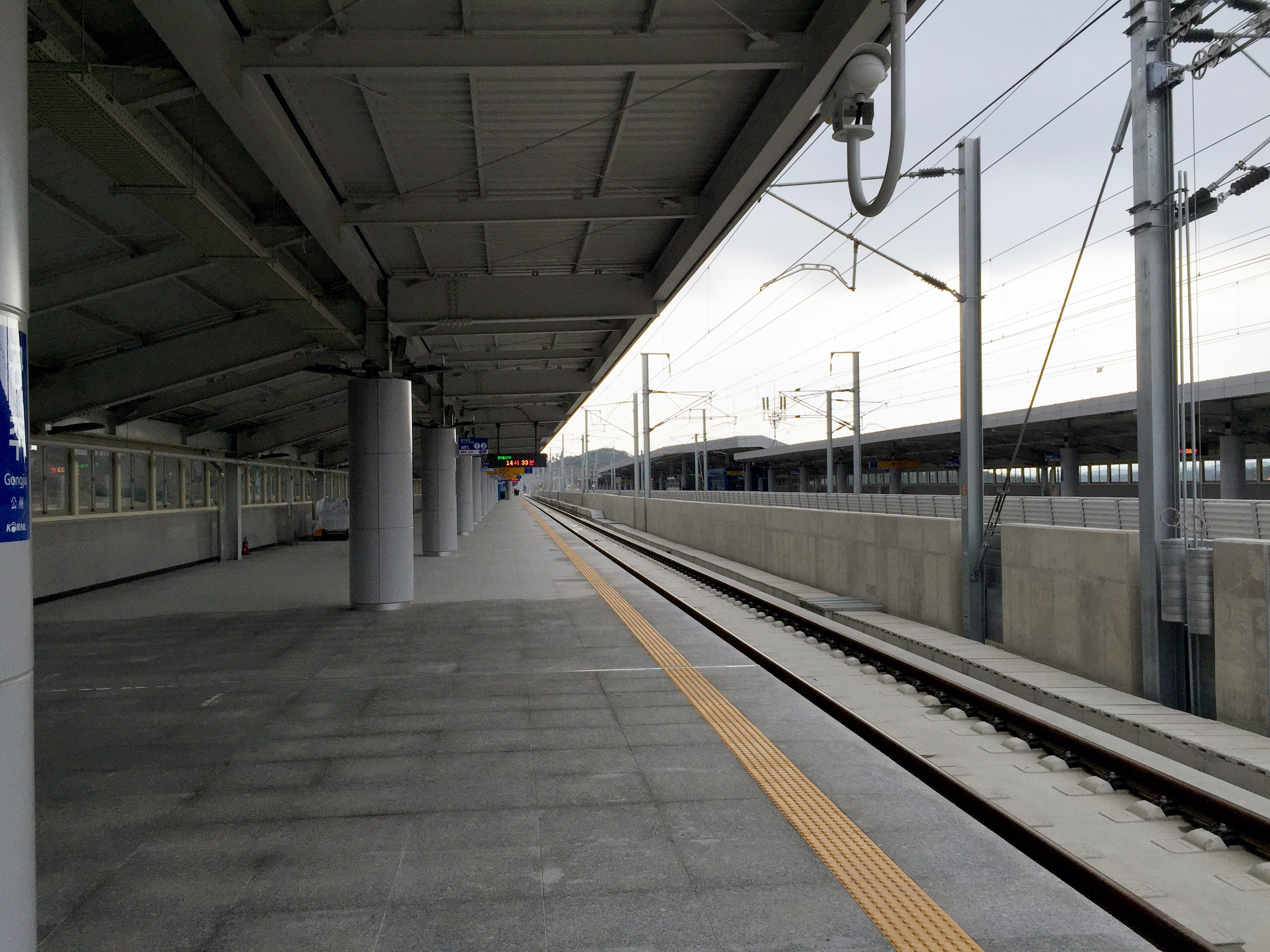
ホーム
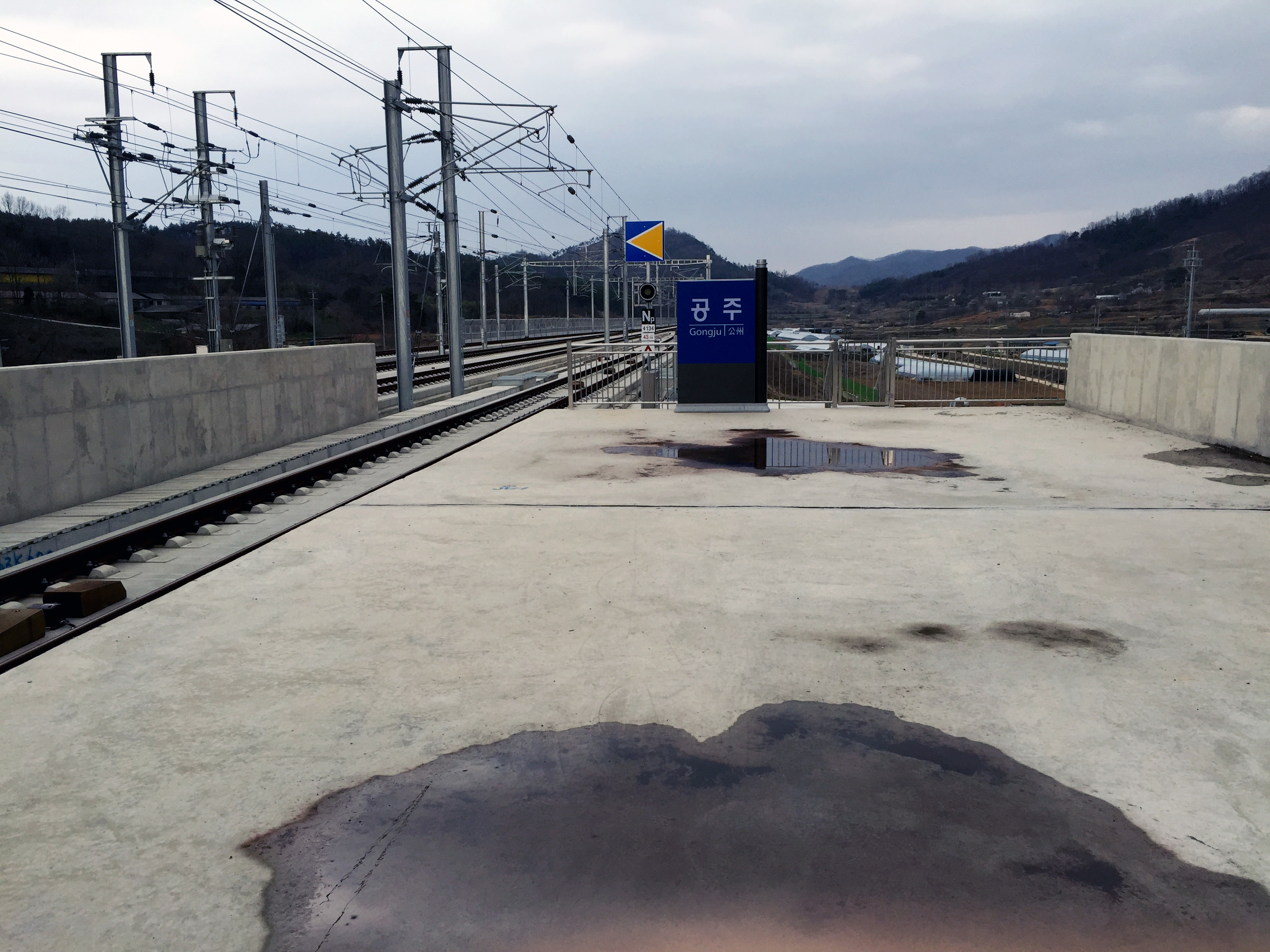
ホーム終端にある駅名板
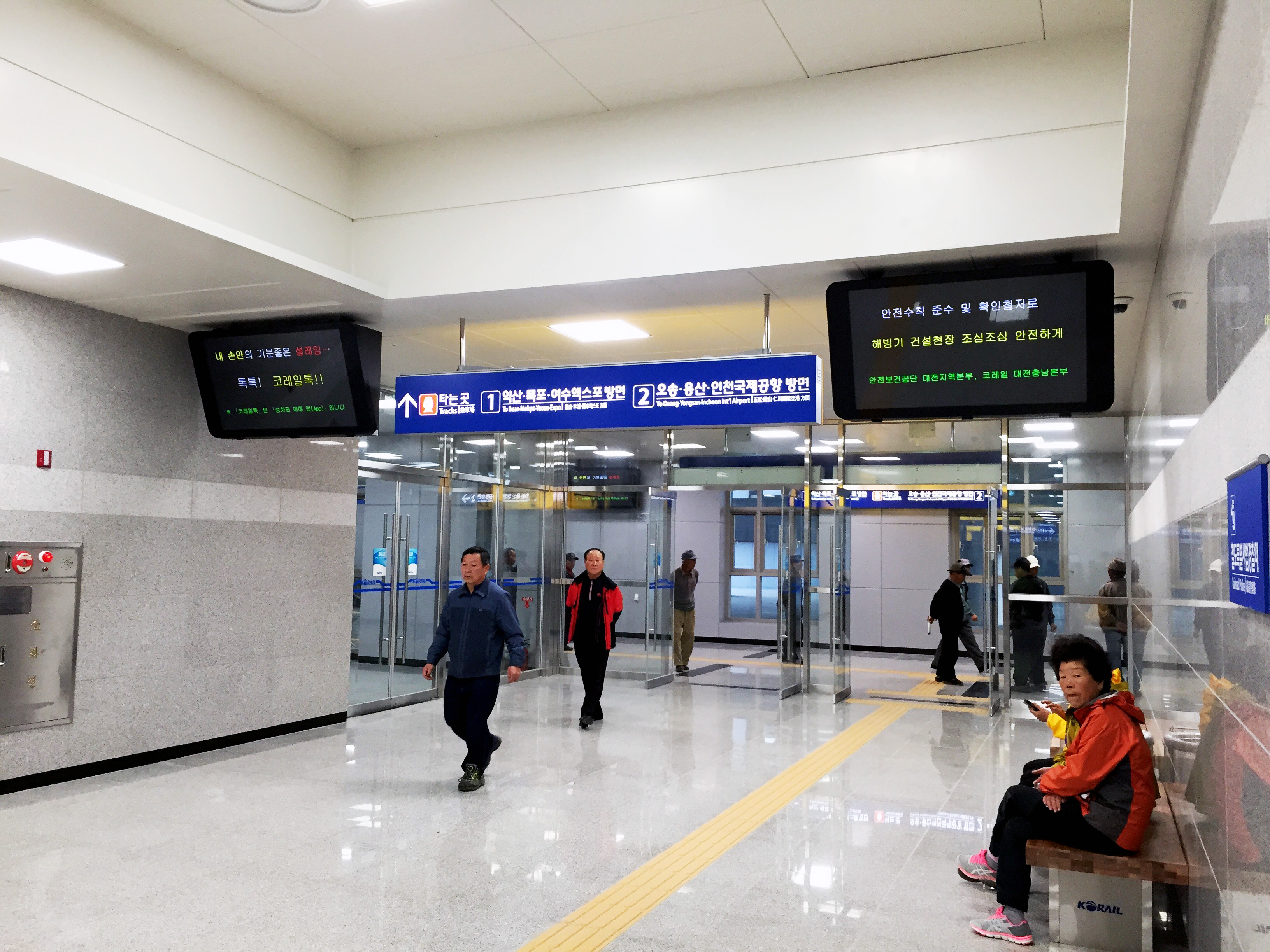
改札口
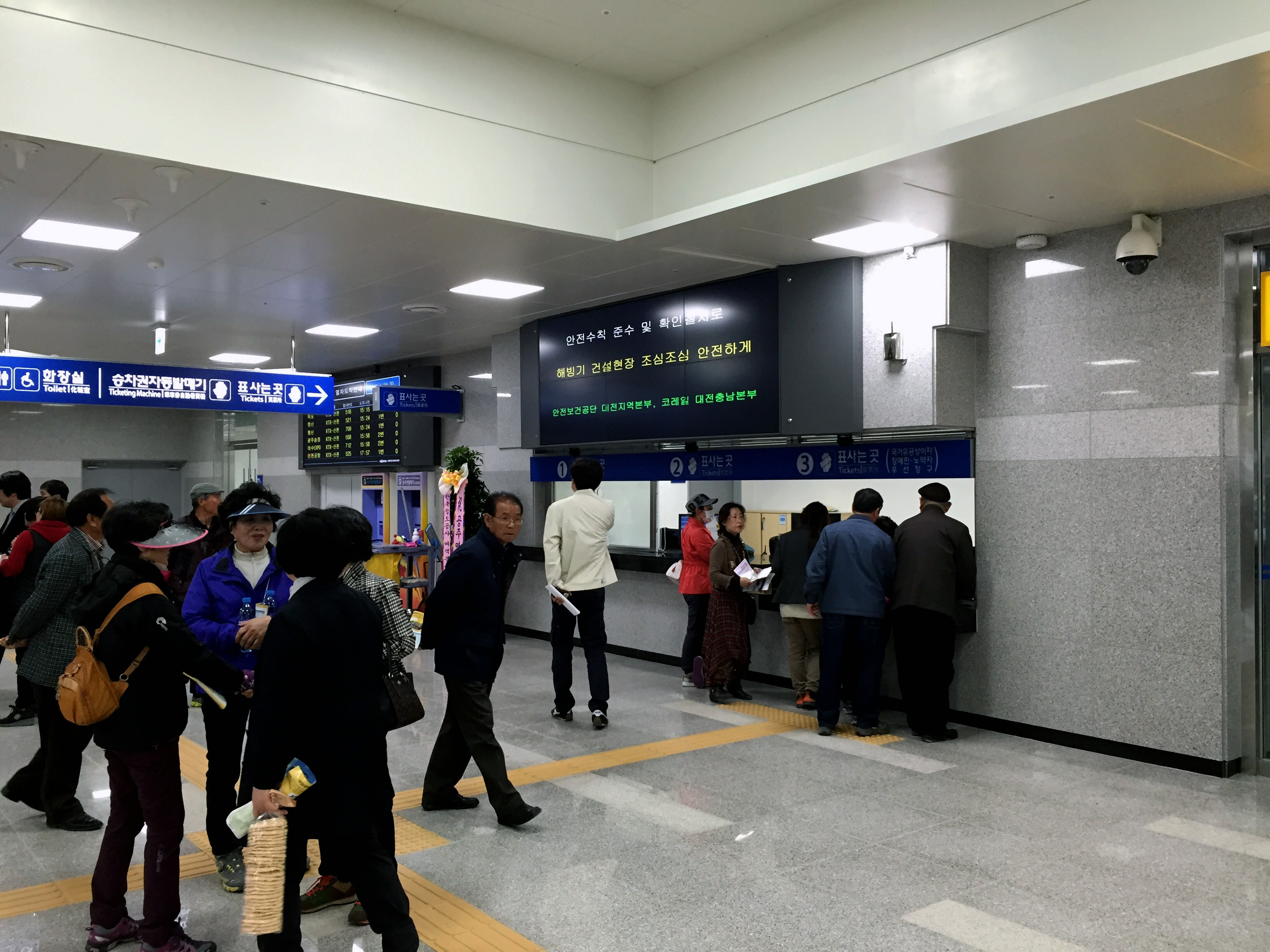
券売受付所
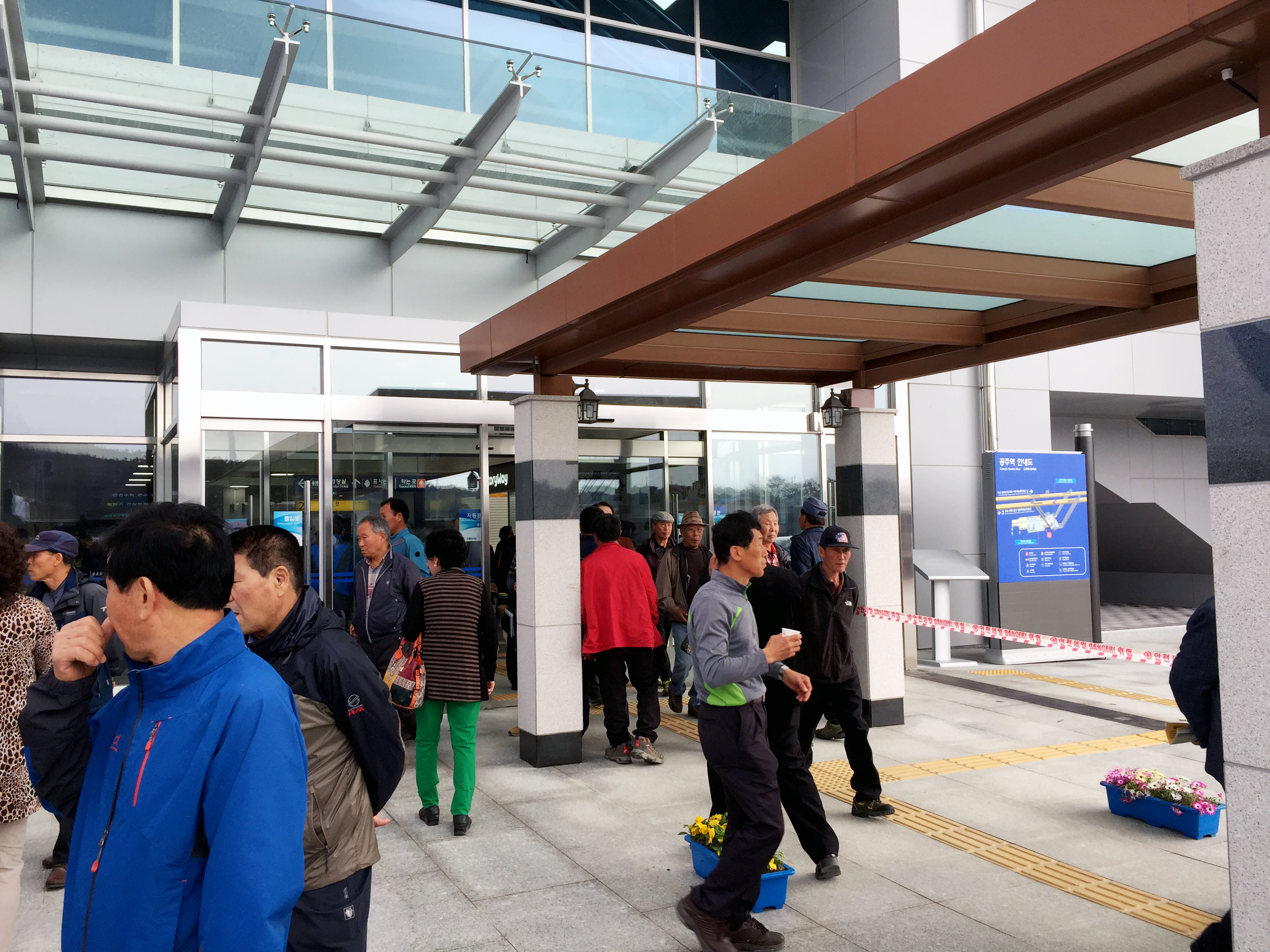
1番出口
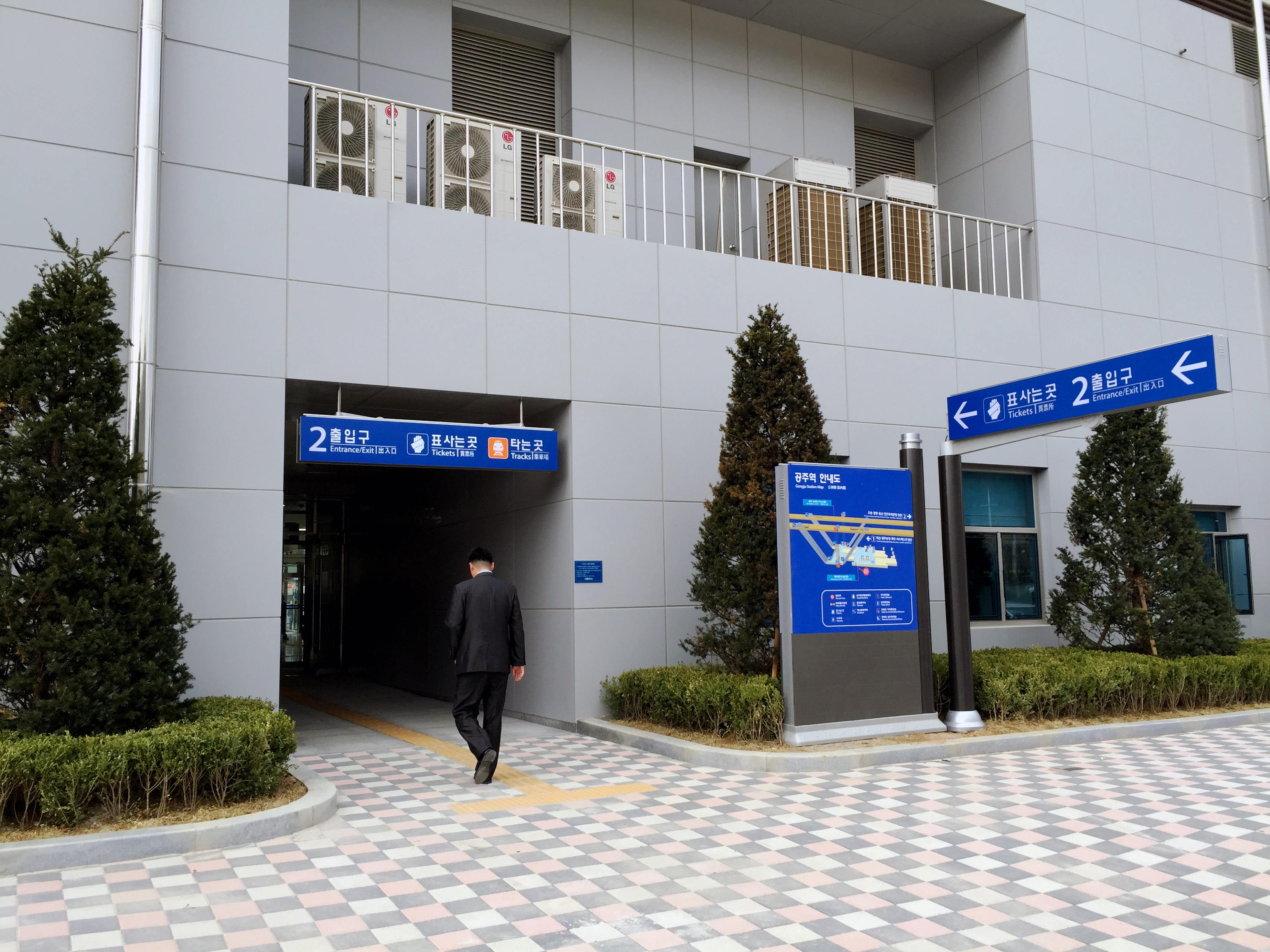
2番出口

## 隣の駅
韓国鉄道公社
湖南高速鉄道
KTX（高速線経由・全羅線直通）※五松方の停車駅は列車により異なる。
五松駅 - 公州駅 - 益山駅